# شیرو سانو
شیرو سانو (انگلیسی: Shirō Sano; ۴ مارس ۱۹۵۵) بازیگر، کارگردان فیلم و موسیقی‌دان ژاپنی بود. وی از سال ۱۹۷۵ میلادی تاکنون مشغول فعالیت بوده‌است.
از فیلم‌ها و مجموعه‌های تلویزیونی‌ای که وی در آن نقش داشته‌است، می‌توان به گودزیلا: جنگ‌های نهایی، عفونت، گودزیلا ۲۰۰۰، خورشید، سگودون و فوکوشیما ۵۰ اشاره کرد.